# Javier Maldonado
Javier Maldonado Correa es un político chileno. Se desempeñó como el último gobernador y el primer delegado presidencial provincial de la provincia de Chacabuco, bajo el segundo mandato de Sebastián Piñera.

## Biografía
Estudió periodismo en la Universidad Católica de Chile, titulándose como periodista. Más tarde cursó un máster en Relaciones Internacionales de la Universidad de Nottingham en el Reino Unido. Laboró en una consultora.
Entre 2005 y 2006 fue subeditor de la revista bUSiness CHILE de la Cámara Chileno-Norteamericana de Comercio. Entre 2010 y 2017 se desempeñó como Consejero Político de la Embajada del Reino Unido en Chile.
Inició su militancia en Evolución Política tras conocer al político Felipe Kast. Se presentó como candidato a diputado por el Distrito 6 (región de Valparaíso) en 2017, sin éxito.
El presidente Sebastián Piñera lo nombró gobernador de la provincia de Chacabuco a contar del 11 de marzo de 2018, ocupando este cargo hasta su supresión. Entre el 14 y 15 de julio de 2021 se desempeñó como el primer delegado presidencial provincial de Chacabuco. Entre enero y febrero de 2021 ejerció como intendente subrogante de la Región Metropolitana de Santiago.